# لوفوترلویر
لوفوترلویر (انگلیسی: Lufotrelvir) (PF-07304814) یک داروی ضد ویروسی است که توسط شرکت فایزر ساخته شده است که به عنوان یک بازدارنده پروتئاز 3CL عمل می کند.  این یک پیش‌دارو با گروه فسفات است که در درون بدن برای تولید عامل فعال PF-00835231 جدا می‌شود لوفوترلویر در آزمایش‌های بالینی انسانی برای درمان کووید ۱۹ است و فعالیت خوبی در برابر کووید ۱۹ از جمله چندین گونه گوناگون نشان می‌دهد، اما برخلاف داروی مرتبط PF-07321332 از راه خوراکی فعال نیست و باید از راه انفوزیون داخل وریدی تجویز شود. به طور کلی کاندیدای کمتر مورد علاقه برای توسعه بالینی بوده است.